# Unstrut
De Unstrut is een rivier in het oosten van Duitsland. Het stroomgebied van de rivier met haar zijtakken omvat bijna het gehele Thüringer bekken, delen van het Thüringer Woud en een gedeelte van de zuidelijke Harz.
Even ten westen van het plaatsje Kefferhausen in Thüringen bevindt zich de oorsprong, vanwaar het 192 kilometer oostwaarts stroomt en uitmondt in de rivier de Saale. Onderweg passeert zij Dingelstädt en Oldisleben, waar ze voor de "Thüringer Poort" het Muschelkalkmassief Hainleite doorbreekt. In de onderloop wordt de Burgenlandkreis in het zuiden van Saksen-Anhalt doorkruist. Hier stroomt zij onder andere langs Memleben en de bossen bij Laucha an der Unstrut.
Bij Freyburg is de rivier belangrijk voor het microklimaat van het wijnbouwgebied Saale-Unstrut. De Unstrut mondt bij Großjena uit in de Saale.
- Gemeinsame Normdatei: 4061876-6
- Nationale Bibliotheek van Tsjechië: ge489883
- Virtual International Authority File: 234590580